# Jota Mario Valencia
Jorge Mario Valencia Yepes (Medellín, 31 de marzo de 1956-Cartagena de Indias, 6 de junio de 2019) fue un presentador, productor, escritor y conductor de televisión colombiano.

## Biografía
Jorge Mario Valencia nació en Medellín, el 31 de marzo de 1956. Se graduó en comunicación social y periodismo de la Universidad de La Sabana, cuando esta aún funcionaba en diferentes casas del barrio Quinta Camacho, en Bogotá. Fue personaje central de la televisión de su país, llegando a considerarse a finales los años 1990 como la segunda figura de la pantalla chica después de Fernando González Pacheco, hecho que se materializó; además fue catedrático universitario, autor de varios libros, creador y director de programas de televisión, redactor de diversas publicaciones y columnista de diarios nacionales. Así mismo, hizo parte del equipo fundador de la Agencia Nacional de Noticias, Colprensa.
Como asesor empresarial, Jorge Mario Valencia fue el autor de las conferencias El paradigma de la hamburguesa —sobre innovación y procesos creativos—, Si no los puedes convencer, confúndelos —sobre dinámicas de comunicación en público— Ser o no ser es cuestión de actitud —sobre la búsqueda de la excelencia humana y profesional— y La mejor defensa no es el ataque —sobre el arte de defenderse de los ataques verbales— que da origen al libro Insúltame si puedes.
Además de ser columnista en la edición dominical de El Espectador durante 1988 y 1989, también publicó cuatro libros con temas espirituales:Volver a vivir, El ángel del amor, Correo angelical y Llena eres de gracia.

### Trayectoria
Jorge Mario Valencia se inició en la televisión en 1979 con la conducción del espacio periodístico Valores Humanos de Promec Televisión. También presentó el Noticiero PROMEC, Encuentro y Todos contra Todos. Luego se vinculó a la programadora Jorge Barón Televisión, en donde presentó el magazín Buenos días Colombia junto con Amparo Peláez y Carlos Antonio Vélez. Desde entonces, sus logros en la televisión le hicieron merecedor en repetidas oportunidades de importantes galardones que en esa materia otorga la crítica en Colombia: Premios Simón Bolívar, Premios TVyNovelas, Premios India Catalina, Talentos, Mérito a la Esperanza y Asociación Colombiana de Locutores. El Congreso de la República de Colombia lo condecoró con su más alta distinción en 2004, al nombrarlo Gran Caballero de la Orden de la Democracia Simón Bolívar en el grado de Comendador.
Durante más de una década, Jota Mario fue figura central del Caracol Televisión, entonces programadora de televisión privada asociada a canales públicos, donde realizó programas como Adán y Eva, Telesemana, Dominguísimo, Cazadores de la Fortuna, Tas Pillao, Sábados felices, Día a día, El Programa de la Tarde y Sábado Espectacular.
En la televisión ecuatoriana, Jota Mario trabajó en Teleamazonas como presentador de la versión ecuatoriana del programa Dominguísimo en 1994 y el programa concurso Cuanto apostamos en 2002.
En 2001, Jorge Mario Valencia recibió amenazas contra él y su familia, lo que lo obligó a exiliarse en los Estados Unidos, de donde regresó a Bogotá un año después para vincularse al Canal RCN en la dirección y conducción del programa Muy buenos días, que estuvo al aire hasta 2018, cuando el bajo índice de audiencia del canal (siendo el de su programa uno de los menos vistos) motivó a sus directivas a renovar la parrilla.

### Controversias
En varias ocasiones, Jota Mario Valencia fue centro de polémicas por sus comentarios y comportamiento, que sus detractores califican de petulante y prepotente; sobre todo en dos ocasiones:
- La primera, en la que se burló en su programa de televisión al aire, de la muerte de unos payasos en la ciudad de Cúcuta.[10]
- En otra ocasión, en la que hizo comentarios ofensivos contra Jéssica Cediel, una excompañera de presentación del programa, por una cirugía estética mal realizada.[11]

Debido a estos comentarios fuera de lugar el presentador fue objeto de críticas por parte de las redes sociales, tanto que Gregorio Pernía, un actor colombiano respondió a esto con vídeos en los cuales pedía su retiro inmediato, por burlarse de las tragedias humanas ajenas y de las mujeres.

### Noticia sobre su isquemia cerebral y coma inducido en 2019
El 3 de junio de 2019, la esposa del presentador dio a conocer que este, estaba hospitalizado en Cartagena desde el sábado 1 de junio de 2019 debido a qué presentó vértigo y dolor de cabeza. Además, la esposa del presentador afirmó que no padecía de muerte cerebral y comentó:

Ruego oraciones para su pronta recuperación.
Marcela Abello

Se confirmó que el presentador presentaba isquemia cerebral por accidente cerebrovascular vertebrobasilar y se le indujo el coma.

### Muerte
Luego de cinco días de permanecer internado, fue confirmada su muerte el 6 de junio de 2019 en el Hospital de Bocagrande de la ciudad de Cartagena, Colombia.
En una ceremonia privada a la que solo asistieron amigos y familiares, los restos del presentador colombiano fueron cremados en Cartagena y sus cenizas fueron trasladadas y tras una eucaristía, finalmente terminaron sepultadas en mausoleo de su familia el Cementerio Museo San Pedro, ubicado en su ciudad natal Medellín.

## Filmografía
- Valores Humanos
- Noticiero PROMEC
- Encuentro
- Lotería
- Rompecabezas
- Todos contra Todos
- Buenos días Colombia
- Adán y Eva
- Telesemana
- No me vuelvan a invitar
- Domingos Gigantes, Dominguísimo que después cambia de nombre a Domingol y después a Súper Domingo.
- Cazadores de la Fortuna
- Esta es la cuestión
- Tas Pillao
- Sábados felices
- Día a día
- El Programa de la Tarde
- Sábado Espectacular
- Cuanto apostamos en (Teleamazonas de Ecuador)
- Muy buenos días

## Libros publicados
- Volver a vivir; Reportaje sobre la reencarnación. El autor describe las experiencias de un grupo de personas con el denominado Espíritu Maestro.
- El ángel del amor; En este libro, el autor transcribe testimonios de personas que dicen haber tenido contacto con ángeles de la guarda.
- Correo angelical; Libro que aborda teorías de comunicación espiritual entre ángeles y humanos.
- Llena eres de gracia; En este relato, Jota Mario Valencia narra hechos que rodean a la joven colombiana Carolina Name, quien asegura haberse convertido en vehículo de comunicación con la Virgen María.
- Insúltame si puedes; El arte de defenderse de las agresiones verbales.
- Los grandes juegan heridos.
- El paradigma de la hamburguesa.
- Enciclopedia de los datos inútiles; Este texto es una descripción sobre cultura general y presenta la ruptura de muchos paradigmas.

## Conferencias
- El paradigma de la hamburguesa
- Si no los puedes convencer, confúndelos
- Ser o no ser es cuestión de actitud
- La mejor defensa no es el ataque

## Premios y reconocimientos
- Orden de la Democracia Simón Bolívar – Grado: Comendador – Congreso de la República de Colombia - 2004.
- Honoris causa Premios Hétores.
- Premios India Catalina - 1985, 1989.
- Premio A.C.L., Asociación Colombiana de Locutores, 1992, 2002.
- Premio TV y Novelas - 1992, 1993, 1994, 1995, 1996, 2002, 2003, 2004, 2005, 2007, 2009, 2011.
- Premio Simón Bolívar- 1994, 1995, 1998.
- Galardón Mérito a la Esperanza. Categoría: Excelencia - 1993, 1998.
- Mención de Honor en el Concurso de Cuentos Esperante de la Northeastern Illinois University, con el cuento "Que Viva el Partido", publicado por EDUCA. 1986.